# Genlis
Genlis – miejscowość i gmina we Francji, w regionie Burgundia-Franche-Comté, w departamencie Côte-d’Or.
Według danych na rok 1990 gminę zamieszkiwało 5241 osób, a gęstość zaludnienia wynosiła 434 osoby/km² (wśród 2044 gmin Burgundii Genlis plasuje się na 44. miejscu pod względem liczby ludności, natomiast pod względem powierzchni na miejscu 796.).